# Centro Democrático e Social – Partido Popular
Der Centro Democrático e Social – Partido Popular ['sẽtɾu dɨmu'kɾatiku i susi'aɫ / pɐɾ'tidu pupu'laɾ] anhörenⓘ, abgekürzt CDS-PP, zu deutsch „Demokratisches und Soziales Zentrum – Volkspartei“, ist eine rechtskonservative Partei in Portugal.

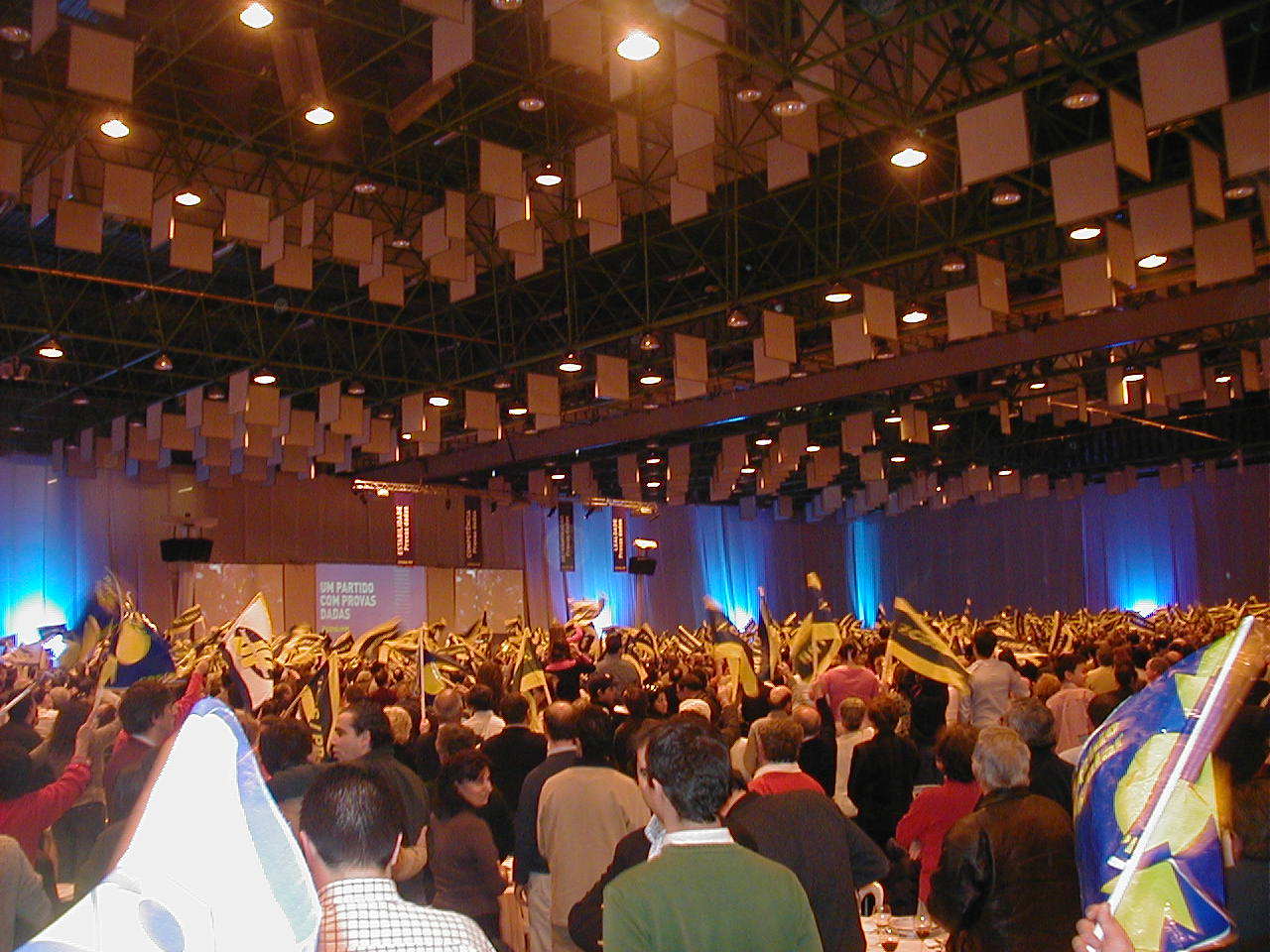
Parteitag der CDS in Santa Maria da Feira im Januar 2005

Die Volkspartei war seit der Nelkenrevolution zuerst 1975 in der Verfassungsgebenden Versammlung (Assembleia Constituinte) und danach seit 1976, mit Ausnahme des Zeitraums zwischen 2022 und 2024, ständig im portugiesischen Parlament vertreten. Sie war mit wechselnden Koalitionspartnern mehrfach an der portugiesischen Regierung beteiligt. Präsident der Partei ist seit 2022 Nuno Melo.
Im Europaparlament ist die CDS-PP mit einem Abgeordneten vertreten. Auf europäischer Ebene war die CDS-PP lange Mitglied der Europäischen Demokraten, einem EU-skeptischen Bündnis konservativer Parteien, welches im Europaparlament eine Fraktionsgemeinschaft mit der Europäischen Volkspartei (EVP) bildete. Inzwischen ist die CDS-PP jedoch der EVP beigetreten. Auf internationaler Ebene ist sie Mitglied der Internationalen Demokratischen Union (IDU).
Obwohl ursprünglich als Partei der Mitte gegründet, was auch im Parteinamen seinen Ausdruck findet, vertritt die CDS-PP heute konservative bis rechtskonservative Positionen. Die CDS-PP vertritt eine restriktive Zuwanderungspolitik und steht der Katholischen Kirche nahe.

## Geschichte
Die Partei wurde unter dem Namen „Demokratisches und Soziales Zentrum“ (Centro Democrático e Social – CDS) am 19. Juli 1974 gegründet. Die Gründung fand kurz nach der Nelkenrevolution statt, mit der die Tätigkeit politischer Parteien in Portugal wieder erlaubt wurde. Wichtige Gründungsmitglieder waren Diogo Freitas do Amaral, Adelino Amaro da Costa und Basílio Horta.
Bereits kurz nach ihrer Gründung empfand sich der CDS als Sammelbecken für den Teil der Bevölkerung, der mit den radikal-sozialistischen Strömungen, die direkt nach der Nelkenrevolution von einem großen Teil des Movimento das Forças Armadas und zu Zeiten von Ministerpräsident Vasco Gonçalves auch von der Regierung vertreten wurden, nicht einverstanden war. Als ihren politischen Hauptgegner sah die Partei demzufolge die portugiesische Kommunistische Partei. Bei den Wahlen zur Verfassunggebenden Versammlung (25. April 1975) erreichte die Partei 16 Abgeordnetenmandate. Die CDS stimmte als einzige Partei gegen die neue Verfassung des Landes, da sie ihr zu sozialistisch war.

### Erste Regierungsbeteiligung in Koalition mit den Sozialisten
Bei den ersten Parlamentswahlen nach der Annahme einer neuen Verfassung im April 1976 (27. Juli 1976) wurde die Sozialistische Partei des Mário Soares stärkste Fraktion, ohne jedoch eine eigene Mehrheit zu erlangen. Der CDS erlangte 42 Mandate und erreichte damit sein Hauptwahlziel, stärker zu werden als die Kommunisten. Soares wurde Ministerpräsident einer Minderheitsregierung, zu der der CDS zunächst in Opposition stand. Nachdem diese Minderheitsregierung mangels parlamentarischer Unterstützung gescheitert war, trat der CDS am 23. Januar 1978 in eine von Soares geführte Koalition ein, er stellte in dieser Regierung drei Minister, darunter den Außenminister, und fünf Staatssekretäre. Da die programmatischen Unterschiede zwischen dem CDS und den Sozialisten zu groß waren, scheiterte die Koalition schon nach kurzer Zeit. Soares musste zurücktreten, Präsident Eanes ernannte daraufhin überparteiliche Regierungen ohne parlamentarische Mehrheit, bis sich die Parteien auf Neuwahlen geeignet hatten.

### Der CDS als Teil der Aliança Democrática
Für die Wahlen von 1979 schlossen sich die wichtigsten konservativen Parteien des Landes auf Vorschlag des CDS zu einem Parteienbündnis zusammen. Neben dem CDS gehörten der so entstandenen Aliança Democrática (dt. „Demokratische Allianz“, abgekürzt AD) der Partido Social Democrata („Sozialdemokratische Partei“, PSD), der – anders als sein Name es vermuten lässt – ebenfalls eine konservative Partei ist, sowie als kleinster Partner der Partido Popular Monárquico („Monarchistische Volkspartei“, PPM) an. Stärkste Partei der AD war der PSD, deren Vorsitzender Francisco Sá Carneiro nach dem Wahlsieg der AD neuer Ministerpräsident wurde. In der Regierung Sá Carneiro stellte der CDS fünf Minister und zehn Staatssekretäre, der Vorsitzende des CDS Freitas do Amaral wurde stellvertretender Ministerpräsident und Außenminister.
Am 4. Dezember 1980 kam Ministerpräsident Sá Carneiro unter bis heute ungeklärten Umständen bei einem Flugzeugabsturz ums Leben. Verteidigungsminister Adelino Amaro da Costa (CDS) befand sich ebenfalls in dem Flugzeug und wurde so auch Opfer des Unglücks. Neuer Vorsitzender des PSD und damit auch neuer Ministerpräsident wurde Francisco Pinto Balsemão. Der CDS verblieb in der Regierung, Freitas do Amaral blieb stellvertretender Ministerpräsident, gab allerdings das Amt des Außenministers auf, um von seinem verunglückten Parteifreund das Amt des Verteidigungsministers zu übernehmen.
Anders als Sá Carneiro gelang es Pinto Balsemão nicht, die verschiedenen Parteien der AD zusammen zuhalten. Besonders zwischen ihm und seinem Stellvertreter Freitas do Amaral kam es zunehmend zu Gegensätzen. Dies führte schließlich dazu, dass Freitas do Amaral von seinen Posten in der Regierung und auch als Parteivorsitzender des CDS zurücktrat. Der CDS verließ daraufhin die AD, die Regierung verlor ihre Mehrheit und musste zurücktreten.

### Zwanzig Jahre Opposition 1982–2002
Die nach dem Rücktritt der Regierung Pinto Balsemão notwendig gewordenen Neuwahlen brachten kein eindeutiges Ergebnis. Die Sozialisten wurden zwar stärkste Partei, verfehlten aber erneut die Mehrheit im Parlament. Es kam zur Gründung einer von Mário Soares geführten großen Koalition aus Sozialisten und Sozialdemokraten. Als diese 1985 zerbrach, wurden schließlich die Sozialdemokraten stärkste Partei, führten erst eine Minderheitsregierung und verfügten ab 1987 sogar über die absolute Mehrheit. Die Sozialdemokraten regierten von 1985 bis 1995 (Regierung Aníbal Cavaco Silva), danach regierten bis 2002 die Sozialisten allein (Regierung António Guterres), der CDS stand zu all diesen Regierungen in Opposition.
Durch den Rücktritt von Freitas do Amaral benötigte die Partei auch einen neuen Vorsitzenden, dieser wurde schließlich mit Francisco Lucas Pires gefunden, der sich mit einer Kampfkandidatur gegen seinen Rivalen Luís Barbosa durchsetzen konnte. Die Parlamentswahlen von 1985 brachten der Partei ein schlechtes Ergebnis, Francisco Lucas Pires übernahm dafür die Verantwortung und trat zurück. Sein Nachfolger Adriano Moreira konnte das Blatt nicht wenden, so dass schließlich Freitas do Amaral erneut den Parteivorsitz übernahm (bis 1992). Die Partei verfügte zu dieser Zeit nur noch über vier Abgeordnete im Parlament.
Der Parteitag von 1992 brachte einen Generationswechsel an der Spitze der Partei, als der ehemalige Vorsitzende ihrer Jugendorganisation, Manuel Monteiro, zum neuen Vorsitzenden gewählt wurde. Ein Jahr später fügte die Partei ihrem traditionellen Namen den Ausdruck „Volkspartei“ hinzu und erhielt so ihren heutigen Namen. Der neue Vorsitzende führt einen ausgesprochen EU-kritischen Kurs, die Auseinandersetzung über die Einstellung der Partei gegenüber der Europäischen Union führte schließlich zum Bruch mit dem ehemaligen Vorsitzenden Diogo Freitas do Amaral. 1993 wurde das CDS-PP aus der Europäischen Volkspartei ausgeschlossen, weil es den Vertrag von Maastricht ablehnte und außerdem seine Mitgliedsbeiträge nicht gezahlt hatte.
Bei den Wahlen von 1995 gelang der Partei eine Erholung, sie erreichte 15 Abgeordnetenmandate. Die Kommunalwahlen von 1997 brachten dann aber einen erneuten Einbruch in der Wählergunst, Monteiro trat daraufhin zurück, neuer Parteivorsitzender wurde Paulo Portas.

### Regierungsbeteiligung 2002–2005

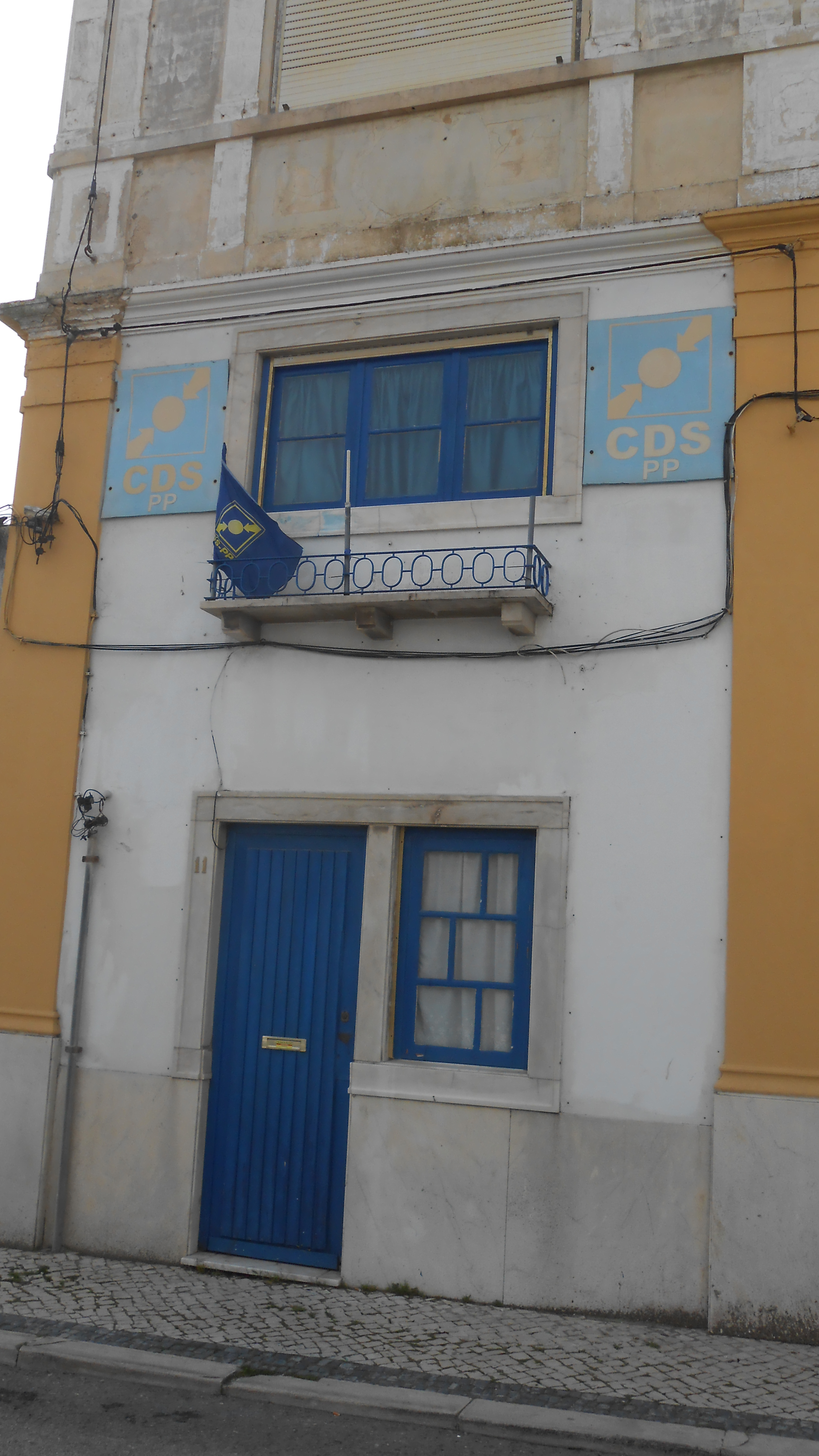
Büro des CDS in Figueira da Foz

Das Jahr 2002 brachte Neuwahlen, die aufgrund des Rücktritts von Guterres wegen Verluste der Sozialisten bei den Kommunalwahlen von 2002 notwendig geworden waren. Die Wahlen wurden von der PSD gewonnen, die allerdings die absolute Mehrheit verfehlte. Es kam zu einer erneuten Koalition des nationalkonservativen CDS-PP mit der PSD. Ministerpräsident wurde der PSD-Politiker José Manuel Barroso, der CDS-PP trat mit drei Ministern in die Regierung ein, darunter Paulo Portas als Verteidigungsminister. 2004 trat Barroso als Regierungschef zurück, da er zum Präsidenten der Europäischen Kommission gewählt wurde. Sein Nachfolger Pedro Santana Lopes war innenpolitisch umstritten und musste schließlich nach kurzer Regierungszeit zurücktreten, Neuwahlen waren die Folge.
Bei den Wahlen des Jahres 2005 musste auch der CDS die Konsequenzen für die Unbeliebtheit des PSD-Ministerpräsidenten Santana Lopes mittragen. Die Partei konnte keines ihrer Wahlziele (Verbleiben als drittstärkste politische Kraft des Landes, Verhinderung einer absoluten Mehrheit der Sozialisten, einen Stimmenanteil von mindestens zehn Prozent) erreichen, verlor zwei Mandate und stellte nur noch zwölf Abgeordnete in der Nationalversammlung. Die Sozialisten erreichten die absolute Mehrheit und führten mit José Sócrates wieder die Regierung, der CDS-PP befand sich erneut in der Opposition.

### Die Entwicklung bis 2007
Paulo Portas übernahm die Verantwortung für das unerwartet schlechte Abschneiden des CDS-PP und trat von allen seinen Ämtern zurück. José Ribeiro e Castro wurde zu seinem Nachfolger gewählt. Dem überraschenden Sieg von José Ribeiro e Castro nach dem Abgang von Paulo Portas führte zu einer Phase permanenter Auseinandersetzungen zwischen den Anhängern der neuen Parteiführung und den Unterstützern von P. Portas und damit zu einer Phase wachsender Instabilität der Partei. Im Frühjahr 2007 übernahm Portas erneut die Parteiführung.

### Die zweite Amtszeit von Paulo Portas
Der neuen Führung um Portas gelang es die Partei zu stabilisieren. Auf einer am 17. Juni 2009 einberufenen Sitzung des Nationalrats änderte die Partei erneut ihren Namen und beschloss, in ihren Namen den Zusatz Partido Popular – Volkspartei aufzunehmen, abgekürzt – CDS-PP. Die Parlamentswahlen am 27. September 2009 bestätigten mit 10,4 % der abgegebenen Stimmen und 21 Abgeordneten den deutlichen Aufschwung der Partei. Da es keine stabile parlamentarische Mehrheit gab, wurden am 5. Juni 2011 erneut Parlamentswahlen abgehalten. Mit 24 Abgeordneten und 11,7 % der Stimmen erreichte sie ihr bis dahin bestes Ergebnis. Es wurde erneut eine Koalitionsregierung mit dem PSD (2011–2015) gebildet.
Im Vorfeld der Parlamentswahlen 2015 bildeten beide Regierungsparteien unter dem Namen „Portugal à Frente“, erneut eine Wahlkoalition.
Das Bündnis erhielt zwar die meisten Wählerstimmen, verlor jedoch im Vergleich zu 2011 mehr als 10 % der Wähler. Im Rahmen der Wahlkoalition gelang es dem CDS-PP ihre Mandate auf 28 zu steigern. Als das Verfehlen der absoluten Mehrheit durch „Portugal à Frente“ feststand, kündigte Ministerpräsident und PàF-Spitzenkandidat Pedro Passos Coelho vom PSD an, mit der Sozialistischen Partei über eine Koalitionsregierung verhandeln zu wollen. Der Generalsekretär der Sozialisten, António Costa, bildete jedoch mit Unterstützung von Kommunisten und Grünen der Coligação Democrática Unitária sowie den Abgeordneten des Bloco de Esquerda eine eigene Regierung. Er wurde am 26. November 2015 als Premierminister in einer Minderheitsregierung vereidigt. PSD und CDS-PP fanden sich in der Oppositionsrolle wieder. Auf dem Parteitag im März 2016 kandidierte Paulo Portas nicht mehr für den Vorsitz der CDS-PP und legte im Juni 2016 auch sein Mandat als Abgeordneter nieder.

### Erneut in der Opposition
Am 12. und 13. März 2016 tagte in Gondomar der XXVI. Parteitag der Partei. Mit Assunção Cristas wurde die ehemalige Landwirtschaftsministerin und erstmals eine Frau an die Spitze der Partei gewählt. Unter ihrer Führung versuchte der CDS-PP sein eigenes Profil zu stärken und sich deutlicher vom PSD, ihrem traditionellen Koalitionspartner, abzugrenzen. 2017 wurde für die Wahl des Bürgermeisters und des Städteparlaments (Autarquias Locais) von Lissabon eine Koalition mit dem PSD abgelehnt. Assunção Cristas, die selber kandidierte, erhielt in einer Koalition mit der Partei der Erde und der Monarchistischen Volkspartei 20,6 % der Stimmen, während die Kandidatin des PSD, Teresa Leal Coelho, nur 11 % der Stimmen erhielt. Auch bei den Kommunalwahlen 2017 hatte der CDS-PP Erfolge vorzuweisen. Es gelang die von der Partei ausgeübten Bürgermeisterämter von fünf auf sechs zu erhöhen. Auf dem Parteitag am 10. und 11. März 2018 in Lamego wurde A. Cristas daher mit 89 % der Stimmen erneut zur Präsidentin der Partei gewählt.
Bei den Europawahlen 2019 trat der CDS-PP wiederum mit einer eigenen Liste an. 6,2 % der Stimmen reichten nur für ein Abgeordnetenmandat.
Die im gleichen Jahr stattfindenden Parlamentswahlen verliefen für die Partei jedoch nicht wie geplant. Cristas lehnte es erneut ab, eine Wahlkoalition mit dem von Rui Rio geführten PSD einzugehen, was dazu führte, dass die Partei eines der schlechtesten Ergebnisse ihrer Geschichte erzielte: 4,25 % der Stimmen und 5 Abgeordnete. Cristas zog die Konsequenzen und überließ Francisco Rodrigues dos Santos ihren Platz an der Spitze der Partei. Nun kam es erneut zu Fraktionskämpfen und innerparteilichen Auseinandersetzungen um die nun einzuschlagende Strategie und Taktik. Es gelang Rodrigues dos Santos jedoch, seine Abwahl und die Bildung einer neuen Parteiführung auf einem vorgezogenen Parteitag zu verhindern.
Bei den Kommunalwahlen 2021 gelang es der Partei die sechs Bürgermeistersitze, die sie bereits innehatte, zu verteidigen.

### Keine eigenen Vertreter mehr im portugiesischen Parlament
Die vorgezogenen Parlamentswahlen vom Januar 2022 wurden für den CDS-PP zu einer Katastrophe. Mit nur noch 1,6 % der Wählerstimmen gingen alle Abgeordnetenmandate verloren. Nach dem schlechtesten Wahlergebnis in der Geschichte der Partei trat Francisco Rodrigues dos Santos als Präsident des CDS-PP zurück. Das Ereignis löste eine interne Krise aus. In verschiedenen Foren innerhalb und außerhalb der Partei wurden und werden Fragen bis hin zur Existenzberechtigung des CDS-PP diskutiert.
Auf dem Parteitag, der am 2. und 3. April 2022 in Guimarães stattfand, wurden Nuno Melo, der einzige Europaabgeordnete der Partei, mit fast 75 % der Delegiertenstimmen zum neuen Präsidenten des CDS-PP gewählt.

### Erneut an der Regierung
Bei der Parlamentswahl im März 2024 zog die CDS mit zwei Abgeordneten ins Parlament ein. Seit April 2024 ist sie als Juniorpartner am Kabinett Montenegro I beteiligt, wobei Nuno Melo das Amt des Verteidigungsministers ausübte.

## Parteivorsitzende
- 1974–1982: Diogo Freitas do Amaral
- 1982–1985: Francisco Lucas Pires
- 1985–1986: Adriano Moreira
- 1986–1992: Diogo Freitas do Amaral
- 1992–1997: Manuel Monteiro
- 1997–2005: Paulo Portas
- 2005–2007: José Ribeiro e Castro
- 2007–2016: Paulo Portas
- 2016–2020: Assunção Cristas
- 2020–2022: Francisco Rodrigues dos Santos
- seit 2022: Nuno Melo

## Wahlergebnisse seit 1976
Nachstehend die Wahlergebnisse des CDS bzw. CDS-PP bei nationalen Parlamentswahlen:
| Wahlergebnisse | Wahlergebnisse                    | Wahlergebnisse                    | Wahlergebnisse | Wahlergebnisse                 |
| Jahr           | Stimmenanzahl                     | Stimmenanteil                     | Sitze          | Parteivorsitzender             |
| -------------- | --------------------------------- | --------------------------------- | -------------- | ------------------------------ |
| 1976           | 876.077                           | 16,0 %                            | 42             | Freitas do Amaral              |
| 1979           | −                                 | −                                 | 43             | Freitas do Amaral              |
| 1980           | −                                 | −                                 | 46             | Freitas do Amaral              |
| 1983           | 716.705                           | 12,6 %                            | 30             | Freitas do Amaral              |
| 1985           | 577.580                           | 10,0 %                            | 22             | Lucas Pires                    |
| 1987           | 251.987                           | 4,4 %                             | 4              | Lucas Pires                    |
| 1991           | 254.317                           | 4,4 %                             | 5              | Manuel Monteiro                |
| 1995           | 534.470                           | 9,1 %                             | 15             | Manuel Monteiro                |
| 1999           | 451.643                           | 8,3 %                             | 15             | Paulo Portas                   |
| 2002           | 477.350                           | 8,7 %                             | 14             | Paulo Portas                   |
| 2005           | 416.415                           | 7,2 %                             | 12             | Paulo Portas                   |
| 2009           | 592.778                           | 10,4 %                            | 21             | Paulo Portas                   |
| 2011           | 653.888                           | 11,7 %                            | 24             | Paulo Portas                   |
| 2015           | (Wahlbündnis PàF)                 | (Wahlbündnis PàF)                 | 18             | Paulo Portas                   |
| 2019           | 221.774                           | 4,2 %                             | 5              | Assunção Cristas               |
| 2022           | 090.539                           | 1,6 %                             | 0              | Francisco Rodrigues dos Santos |
| 2024           | (Wahlbündnis Aliança Democrática) | (Wahlbündnis Aliança Democrática) | 2              | Nuno Melo                      |

An den Wahlen von 1979 und 1980 nahm die Partei nicht mit einer eigenen Liste, sondern mit einer Gemeinschaftsliste im Rahmen der Demokratischen Allianz (AD) teil (zusammen mit PSD und PPM). Die AD erreichte bei den Wahlen von 1979 42,2 % und 1980 44,4 % der Stimmen.
An den Wahlen von 2015 nahm die Partei mit der Gemeinschaftsliste Portugal à Frente (diesmal zusammen mit PSD) teil. Die PaF erreichte 36,9 % der Stimmen.
Traditionell sehr gute Ergebnisse fährt die Partei beispielsweise in der autonomen Region Madeira ein, wo sie bei den Parlamentswahlen im Jahre 2011 den bis dahin regierenden Sozialisten beinahe den zweiten Platz in der Wählergunst streitig machte. Auch in der Stadt Lissabon und dem gleichnamigen Distrikt erreicht CDS-PP regelmäßig überdurchschnittlichen Wählerzuspruch, während in den „linken“ Bezirken wie Beja oder Évora die Bewegung schlechtere Resultate erzielt.